# Kōsoku Sentai Turboranger
Kōsoku Sentai Turboranger (jap. 高速戦隊ターボレンジャー Kōsoku Sentai Tāborenjā; Superszybki Oddział Bojowy Turboranger) – japoński serial z gatunku tokusatsu z roku 1989. Jest trzynastym serialem z sagi Super Sentai stworzonym przez Toei Company. Emitowany był na kanale TV Asahi od 3 marca 1989 roku do 23 lutego 1990. Turboranger jest pierwszym serialem Sentai z ery Heisei. Serial liczył 51 odcinków – w tym "odcinek zerowy", w którym pojawili się wojownicy z poprzednich serii. Wyprodukowano również film krótkometrażowy o tej samej nazwie.
Amerykański serial Power Rangers Turbo mimo podobnej nazwy nie jest adaptacją tej serii Sentai, lecz innej – Gekisō Sentai Carranger, która z kolei jest jakby parodią Turborangersów. W Turboranger po raz pierwszy wszyscy wojownicy nie ukończyli jeszcze szkoły średniej.

## Fabuła
20 tysięcy lat temu rasa wróżek pomagała rasie ludzkiej w walce z Agresywnymi Demonami i uwięziła te demony. Z powodu niszczenia i zanieczyszczenia środowiska naturalnego moc wróżek osłabła powodując wyzwolenie się demonów. Ostatnią z wróżek – Seelon, odnalazł naukowiec – doktor Dazai. Seelon wezwała z jego pomocą piątkę uczniów 3 klasy liceum, którzy w dzieciństwie przypadkowo otrzymali dusze poległych wróżek i mogą widzieć i słyszeć Seelon. Dazai skonstruował dla piątki kombinezony i uzbrojenie do walki z demonami. Odtąd jako Turborangersi, młodzi muszą pokonać demony a także ich problemy szkolne.

## Turborangersi
Turborangersi to piątka uczniów klasy 3A tokijskiego liceum Musashino. W dzieciństwie dusze poległych wróżek połączyły się z nimi, stąd piątka ma zdolność do kontaktu z Seelon. Piątka pojawiła się także w serii Kaizoku Sentai Goukaiger, gdzie wraz z 33 pozostałymi drużynami powstrzymują atak Zangyacków na Ziemię. W Gokaiger jedynie Riki pojawia się również w ludzkiej postaci.
- Riki Honō (jap. 炎 力 Honō Riki) / Czerwony Turbo (jap. レッドターボ Reddo Tābo; Red Turbo) – lider Turborangersów. Kapitan szkolnej drużyny bejsbolowej. Mimo jego poczucia odwagi, pewności i sprawiedliwości, Riki ma ADHD, jest kiepskim uczniem, wpada w konflikty z nauczycielami. Pokonał Reydę i Jinbę.
  - Broń: Miecz GT (GTソード Jītī Sōdo, GT Sword)
  - Turbo Maszyna: Turbo GT

- Daichi Yamagata (jap. 山形 大地 Yamagata Daichi) / Czarny Turbo (jap. ブラックターボ Burakku Tābo; Black Turbo) – zastępca dowódcy, wyjątkowo cierpliwa i spokojna osoba. Daichi jest przeciwieństwem Rikiego. Jest dobrym uczniem. Lubi jogging i zapasy sumo. Pokonał czarownicę Jarmin.
  - Broń: Młot T (Tハンマー Tī Hanmā, T Hammer)
  - Turbomaszyna: Turbo Ciężarówka

- Yōhei Hama (jap. 浜 洋平 Hama Yōhei) / Niebieski Turbo (jap. ブルーターボ Burū Tābo; Blue Turbo) – skoczek i pływak, lubi uganiać się za dziewczynami. Podobnie jak Riki, jest kiepskim uczniem. Zaprzyjaźnia się z demonem, który przeciwstawił się Jarmin.
  - Broń: Pistolet J (Jガン Jei Gan, J Gun)
  - Turbomaszyna: Turbo Dżip

- Shunsuke Hino (jap. 日野 俊介 Hino Shunsuke) / Żółty Turbo (jap. イエローターボ Ierō Tābo; Yellow Turbo) – gimnastyk i klasowy błazen. Mimo to jego przeszłość jest smutna – w zderzeniu roweru i samochodu Shunsuke traci młodszego brata – Shunjiego. Zaprzyjaźnia się z demonem Hyoumą, który miał problemy ze swoim w gorącej wodzie kąpanym bratem Enmą. Był zakochany w dziewczynie o imieniu Sayo, póki nie odkrył, że Sayo to Sayoko Tsukikage/Kirika, jedna z demonów.
  - Broń: Kusza B (Bボーガン Bī Bōgan, B Bowgun)
  - Turbomaszyna: Turbo Buggy

- Haruna Morikawa (jap. 森川 はるな Morikawa Haruna) / Różowy Turbo (jap. ピンクターボ Pinku Tābo; Pink Turbo) – jedyna dziewczyna w drużynie, najlepsza uczennica w  szkole i przewodnicząca samorządu. Ma zdolności aktorskie.
  - Broń: Kij W (Wステッキ Daburuyū Sutekki, W Stick)
  - Turbomaszyna: Turbo Wan

## Bohaterowie pozytywni
- Dr. Dazai (jap. 太宰博士 Dazai-hakase) – naukowiec, który skontaktował się z ostatnią z wróżek – Seelon. Twórca całego oprzyrządowania i pojazdów drużyny, również mech, których Turborangersi używają. Fan motoryzacji. Nieco ekscentryczna osoba, żywi mieszane uczucia do panny Yamaguchi – nauczycielki piątki.
- Seelon (jap. シーロン Shīron) – jedyna ocalała z wróżek. Mierzy około 8 centymetrów, doktor Dazai kontaktuje się z nią za pomocą specjalnych gogli powiększających, jednak Turborangersi nie mają takiej potrzeby i porozumiewają się z nią bez problemów. Wraz z Dazaiem stworzyła moce Turborangersów.
- Święta Bestia Lakia (jap. 聖獣ラキア Seijū Rakia) – skrzydlata, biała bestia, która ochrania Ziemię.
- Misa Yamaguchi (jap. 山口 美佐 Yamaguchi Misa) – matematyczka, wychowawczyni Turborangersów, która nie ma dobrych relacji z nimi, ponieważ często muszą opuszczać jej lekcje. Powodem ich nieobecności jest najczęściej pojawienie się potworów. Nie lubi doktora Dazai, uważa, że przeszkadza im w nauce. W finale odkryła tajemnicę piątki i trochę im pomogła w pokonaniu demonów.

## Uzbrojenie
- Turbo Bransolety (jap. ターボブレス Tābo Buresu; Turbo Brace): są to dwie bransoletki które pozwalają przemieniać się w Turborangersów.
- Turbo Laser (jap. ターボレーザー Tābo Rēzā): podstawowe uzbrojenie każdego z piątki. Jest to laserowy pistolet, którego rączka może zamienić się w miecz. Wojownicy mogą połączyć swoje osobiste bronie z Turbo Laserem
- Mach Turbo (jap. マッハターボ Mahha Tābo): motocykle dla każdego oznaczone numerami od 1 do 5.
- Turbo Attacker (jap. ターボアタッカー Tābo Atakkā): jest to buggy dla Czerwonego Turbo.
- V Turbo Bazooka (jap. Ｖターボバズーカ Bui Tābo Bazūka): ogromne działo, którym Turborangersi dobijają demony. Pojawiło się w pierwszej połowie serii.

### Mecha
- Turbo Robot (jap. ターボロボ Tābo Robo; Turbo Robo) – pierwszy robot drużyny, który powstaje z połączenia pięciu Turbo Maszyn. Jego główną bronią jest Miecz Superszybkości (jap. 高速剣 Kōsokuken), dodatkowo posiada Turbo Tarczę, Turbo Karabiny i Turbo Pięść. Pierwszy raz sformowany w 2 odcinku.
  - Turbo GT (jap. ターボGT Tābo Jī Tī) – maszyna Czerwonego Turbo. Tworzy głowę, plecy i zbroję Turbo Robota.
  - Turbo Ciężarówka (jap. ターボトラック Tābo Torakku; Turbo Truck) – maszyna Czarnego Turbo. Tworzy ręce, tors i pas Turbo Robota.
  - Turbo Wan (jap. ターボワゴン Tābo Wagon; Turbo Wagon) – maszyna Różowego Turbo. Tworzy nogi Turbo Robota.
  - Turbo Dżip (jap. ターボジープ Tābo Jīpu; Turbo Jeep) – maszyna Niebieskiego Turbo. Tworzy lewą stopę Turbo Robota.
  - Turbo Buggy (jap. ターボバギー Tābo Bagī) – maszyna Żółtego Turbo. Tworzy prawą stopę Turbo Robota.
- Turbo Rugger (jap. ターボラガー Tābo Ragā) – drugi robot drużyny. Jest to transformers – powstaje z przekształcenia statku powietrznego zwanego Rugger Fighter (jap. ラガーファイター Ragā Faitā). Pierwszy raz pojawił się w odcinku 29 i wtedy zniszczył Jarmin. Może połączyć się z Turbo Robotem. Uzbrojony jest w Rugger Piłkę.
- Super Turbo Robot (jap. スーパーターボロボ Sūpā Tābo Robo; Super Turbo Robo) – jest to połączenie Turbo Robota z Turbo Ruggerem. Turbo Robot stanowi szkielet, zaś Turbo Rugger pokrywa go tworząc zbroję. Jego ostatecznym atakiem jest Super Oślepiająca fala.
- Super Turbo Builder (jap. スーパーターボビルダー Sūpā Tābo Birudā) – baza Turborangersów. Może przemienić się w nieruchomą fortecę przypominającą robota.

## 100 Plemion Agresywnych Demonów
100 Plemion Bouma (Agresywnych Demonów) (jap. 暴魔百族 Bōma Hyakuzoku) to grupa antagonistów w serialu. 20 tysięcy lat temu prowadzili wojnę z ludźmi i wróżkami, lecz zostali pokonani. Wskutek złego wpływu człowieka na środowisko moc strzegących demonów wróżek osłabła a  demony wydostały się na powierzchnię. Rezydują w Zamku Bouma, który w ostatnim odcinku został zniszczony przez Turborangersów.
- Cesarz Demonów Ragon (jap. 大暴魔帝王ラゴーン Daibōma Teiō Ragōn) (1–38; 45–49) – dyktator i najpotężniejszy z Bouma. Praktycznie niezdolny do poruszania się w swej zwykłej formie, zwykle siedzi na tronie. Bezlitosny i wymagający dowódca, nie toleruje błędów swych podwładnych. Skazał na śmierć Jarmin, potem zostaje zabity przez Kirikę i Yamimaru. Pod koniec serii zostaje wskrzeszony a w finale przybiera postać ogromnego i zdolnego do poruszania się Neo-Ragona, jednak zostaje zniszczony przez Super Turbo Buildera.
- Doktor Reyda (jap. 暴魔博士レーダ Bōma Hakase Rēda) (0; 1–29) – brodaty geniusz mistyczny, zastępca Ragona. Nosi na sobie hełm w kształcie muszli, jest uzbrojony w długi flet, którego grą może powiększać potwory. Reyda nienawidzi ludzkości i szuka nowych sposobów na czynienie chaosu. Po śmierci Jarmin i Jimby postanawia razem z Super Bestią Bouma pogrzebać TurboRuggera i Turborangersów. Ginie w 29 odcinku, zabity w pojedynku przez Czerwonego Turbo.
- Jinba (jap. 暗闇暴魔ジンバ Kurayami Bōma Jinba) (0; 1–27) – demon-samuraj, mistrz wszelkich sztuk walki, zwłaszcza walki mieczem. Nienawidzi miłości i ludzi, jego celem jest cierpienie człowieka. Wszystko z powodu jego nieszczęśliwej miłości do ludzkiej kobiety. W 27 odcinku próbując przerwać transformację piątki, zostaje pokonany przez Czerwonego Turbo, potem dobity przez pozostałą czwórkę. Na koniec zostaje raz na zawsze zniszczony przez Turbo Buildera.
- Jarmin (jap. 暴魔姫ジャーミン Bōma Hime Jāmin) (0; 1–28) – zimnokrwista czarownica, której prawdziwą postacią jest wąż. Podkochuje się w Jinbie, jednak ten odrzuca jej zaloty. Zostaje skazana na śmierć przez Ragona i wydalona z Boumy. W 28 odcinku zabija ją Czarny Turbo.
- Zulten (jap. かっとび暴魔ズルテン Kattobi Bōma Zuruten) – gruby, karłowaty demon, przypomina Butchy'ego z poprzedniej serii. Potrafi zmieniać się w maszynę latającą dla Jarmin. Lizus i oszust, często szuka uznania wyższych rangą (głównie Jarmin). Jedyny z głównych antagonistów, który pojawia się we wszystkich odcinkach, także w zerowym. Ginie w ostatnim odcinku w ataku kamikaze na Turbo Buildera.
- Super Bestia Bouma (jap. 超魔神ボーマ Chōmajin Bōma) (29) – jedna z najsilniejszych demonów. Reyda otrzymał go od Ragona aby pomógł mu zniszczyć i pogrzebać nowego robota Turborangersów – TurboRuggera. Piątka próbuje go powstrzymać za pomocą TurboRobota, jednak nie udaje im się, więc wykopują TurboRuggera. Po pokonaniu Reydy, Super Bestia Bouma zostaje zniszczona przez Super TurboRobota.
- Yamimaru (jap. ヤミマル) / Hikaru Nagareboshi (jap. 流星 光 Nagareboshi Hikaru) (13–50) – Yamimaru jest Hanyo (pół demon-pół człowiek) a także Zabłąkanym Demonem – z powodu swojego pół człowieczeństwa nie został zamknięty przez wróżki i przez 20 tysięcy lat błąkał się. W obecnych czasach przybrał postać licealisty o nazwisku Hikaru Nagareboshi i został przyjęty do tej samej szkoły, co Turborangersi. Jego celem jest zniszczenie zarówno ludzi, jak i Boumy i przejęcie świata przez Zabłąkanych. W połowie serii z pomocą Kiriki otrzymuje zbroję i powiększa zabitego Jinbę by zniszczyć TurboRobota. Z Kiriką zabija Ragona i staje się przywódcą Boumy, do czasu wskrzeszenia Ragona. Ragon brutalnie rani Yamimaru, jednak zostaje on uratowany przez Kirikę. W finale dwójka postanawia pomóc Turborangersom, a po pokonaniu Ragona postanawiają ze sobą żyć jako Sayoko i Hikaru.
- Kirika (jap. キリカ) Sayoko Tsukikage (jap. 月影 小夜子 Tsukikage Sayoko) (29–50) – Kirika tak jak Yamimaru to Zbłąkany Demon, również pół człowiek pół demon. Mimo to prawdy o sobie dowiaduje się dopiero na osiemnaste urodziny. Dotychczas myślała, że nazywa się Sayoko Tsukikage i była zakochana w Rikim. Shunsuke podkochiwał się w dziewczynie o imieniu Sayo, lecz nie wiedział, że ona to Sayoko Tsukikage. Jej przybranymi rodzicami były demony pod ludzką postacią. Gdy poznała Yamimaru zakochała się w nim i postanowiła wyzbyć się dla niego swego człowieczeństwa. Połączyła się ze Zbrojo Boumą i od tamtej pory może się zmieniać w Uzbrojoną Kirikę. Uknuła udany spisek na Ragona i zabiła go wspólnie z Yamimaru, który objął dowodzenie demonami. Gdy Ragon został wskrzeszony, Kirika ratuje rannego Yamimaru. W finale obydwoje postanawiają pomóc Turborangersom w pokonaniu Ragona, a także żyć ze sobą jako Sayoko i Hikaru.
- Żołnierze Wular (jap. ウーラー兵 Ūrā Hei) – piechota demonów. Turborangersi pokonują ich bez problemu.

## Obsada
- Kenta Satō – Riki Honō / Czerwony Turbo
- Fumiaki Ganaha – Daichi Yamagata / Czarny Turbo
- Keiya Asakura – Yōhei Hama / Niebieski Turbo
- Jun'ichirō Katagiri – Shunsuke Hino / Żółty Turbo
- Noriko Kinohara – Haruna Morikawa / Różowa Turbo
- Fujita Okamoto – Doktor Dazai
- Mayumi Omura – Seelon
- Kyōko Takami – Misa Yamaguchi
- Takeshi Watabe – Ragon
- Masashi Ishibashi – Doktor Reyda
- Kanako Kishi – Jarmin
- Seiichi Hirai – Jinba (głos)
- Hideyuki Umezu – Zulten
- Yoshinori Tanaka – Hikaru Nagareboshi / Yamimaru
- Masako Morishita – Sayoko Tsukikage / Kirika

### Aktorzy kostiumowi
- Kazuo Niibori – Czerwony Turbo
- Hirofumi Ishigaki – Czarny Turbo
- Shoji Hachisuka – Niebieski Turbo
- Masato Akada – Żółty Turbo
- Yūichi Hachisuka – Różowa Turbo
- Hideaki Kusaka:
  - Ragon,
  - Turbo Robot
- Naoki Ōfuji – Jinba

Źródło: 

## Muzyka
Opening
- "Kōsoku Sentai Turboranger" (jap. 高速戦隊ターボレンジャー Kōsoku Sentai Tāborenjā)

Słowa: Ikki Matsumoto
Kompozycja: Yoshimasa Inoue
Aranżacja: Ryō Yonemitsu
Wykonanie: Kenta Satō
Ending
- "Zigzag Seishun Road" (jap. ジグザグ青春ロード Jiguzagu Seishun Rōdo)

Słowa: Ikki Matsumoto
Kompozycja: Yoshimasa Inoue
Aranżacja: Ryō Yonemitsu
Wykonanie: Kenta Satō